# (22134) Kirian
(22134) Kirian (2000 UA66) – planetoida z pasa głównego asteroid okrążająca Słońce w ciągu 5,58 lat w średniej odległości 3,14 j.a. Odkryta 25 października 2000 roku.